# 良梨镇
良梨镇，是中华人民共和国安徽省宿州市砀山县下辖的一个乡镇级行政单位。

## 行政区划
良梨镇下辖以下地区：
砀园社区、三坝集村、桃源村、丰棉村、礼河集村、马庄村、良梨村和杨集村。